# 20 de Mayo
20 de Mayo är en ort i Mexiko.   Den ligger i kommunen Frontera Comalapa och delstaten Chiapas, i den sydöstra delen av landet, 900 km sydost om huvudstaden Mexico City. 20 de Mayo ligger 709 meter över havet och antalet invånare är 155.
Terrängen runt 20 de Mayo är kuperad söderut, men norrut är den platt. Runt 20 de Mayo är det tätbefolkat, med 297 invånare per kvadratkilometer. Närmaste större samhälle är Frontera Comalapa, 18,8 km väster om 20 de Mayo. I omgivningarna runt 20 de Mayo växer huvudsakligen savannskog.